# Monte Naranco
El monte Naranco es una sierra en cuya falda meridional se encuentra la ciudad de Oviedo (Asturias, España), incluso existe un barrio que toma su nombre, Ciudad Naranco. Forma un arco de unos 6 kilómetros, cuyo extremo noroeste apunta a la parroquia de Villapérez y el extremo oeste a Loriana. Al norte y al este de la sierra transcurre el río Nora. Su relieve es poco destacado, con cumbres redondeadas. La máxima altura se encuentra en el Pico el Paisano con 634 m, con buenas vistas de la parte central de Asturias, incluso en días despejados se pueden ver los Picos de Europa.

## Descripción
Existieron en esta sierra asentamientos castrenses como lo demuestran los diversos castros encontrados en las estribaciones del Naranco, así como hubo, sin duda, asentamientos romanos como indican las monedas y tumbas allí descubiertas. 
Los elementos más destacados de la sierra son sus importantes monumentos prerrománicos: Santa María del Naranco y San Miguel de Lillo, ambos declarados Patrimonio Mundial de la Humanidad por la Unesco en diciembre de 1985. Existe un aparcamiento para coches que permite la visita a pie de estos edificios.
El Naranco es un monte popular para los habitantes de Oviedo, pues son muchos los que pasean o hacen deporte por sus caminos o por la carretera asfaltada que lleva a su cima.
También existen diversas explotaciones ganaderas, sobre todo en la zona suroccidental.
En la región noreste existe una gran cantera de caliza propiedad de la empresa Arcelor Mittal, objeto de controversias medioambientales.
Coronando la cima del monte se encuentra el área recreativa del Naranco, una superficie a 600 metros de altura y con 31 hectáreas de espacio libre. Antiguamente, esta zona constituía un campo militar de prácticas de tiro -y en la que aún quedan restos en la pared situada más al fondo-, pero hoy día dispone de un merendero, zonas verdes y columpios para los niños, así como el repetidor que da señal de televisión y radio al concejo de Oviedo y a sus alrededores.

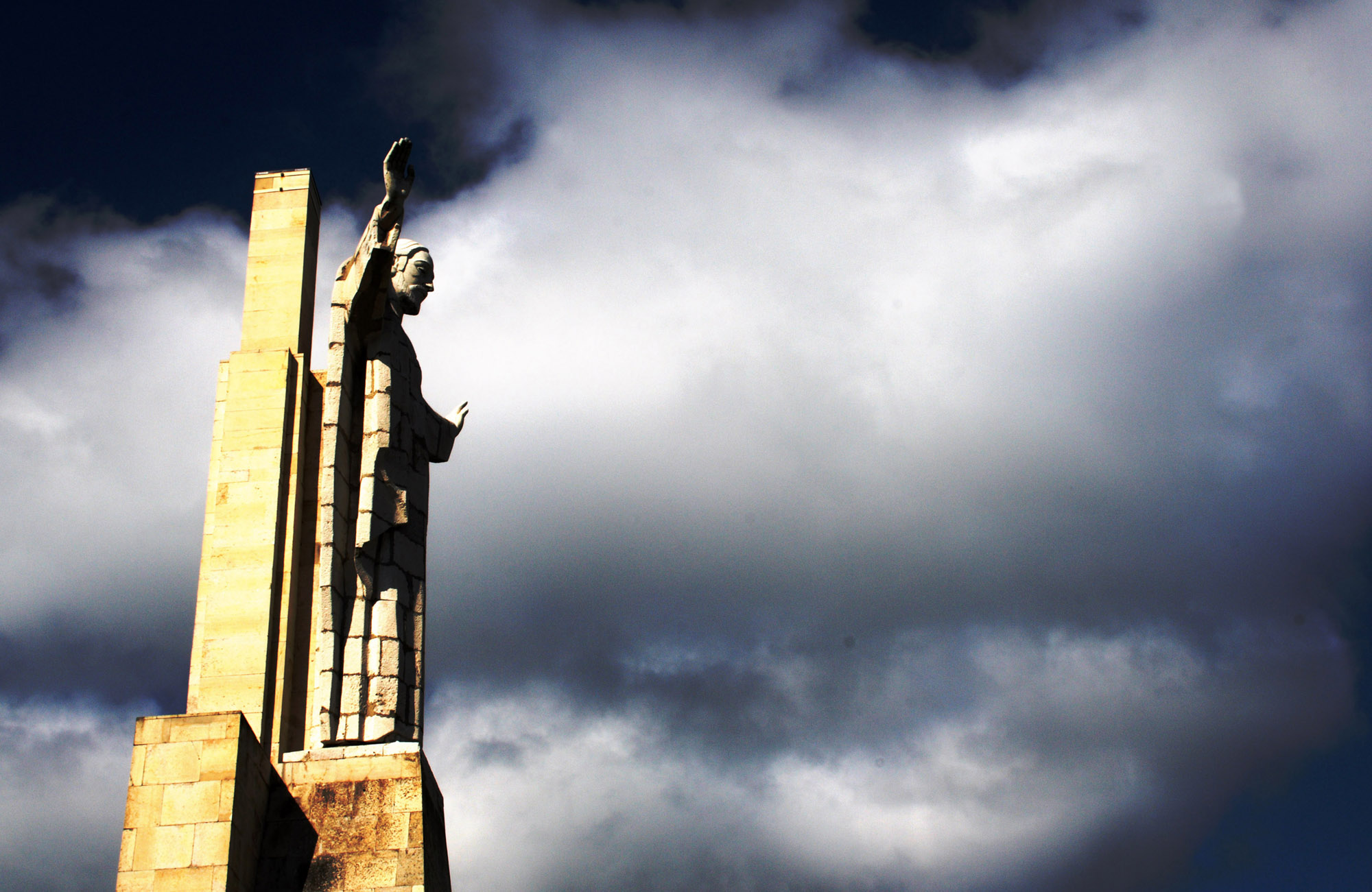
La escultura del Sagrado Corazón está situada en la cima del monte y abraza simbólicamente a la ciudad de Oviedo.

También en la cima se encuentra el monumento al Sagrado Corazón de Jesús, una descomunal escultura que data del año 1950, aunque no fue inaugurada hasta 1981, en la que se refleja la figura de Jesús abrazando y protegiendo simbólicamente la ciudad de Oviedo. Está iluminada desde el año 1992 y en su pedestal figura encastrada la Cruz de la Victoria (de 5 metros de altura), símbolo de la historia ovetense y asturiana. Dicha cruz se encontraba coronando la escultura antes de 1990, pero el fuerte viento desaconsejó su ubicación original en favor de su emplazamiento actual.
Por la falda sur del monte discurre una senda peatonal muy concurrida por numerosos ovetenses diariamente, conocida como "Pista Finlandesa", la cual parte del barrio de Ciudad Naranco y transcurre oficialmente por el monte durante aproximadamente 2,5 km hasta Fitoria, aunque es posible continuar su recorrido por una carretera. Está equipada con asientos, fuentes, y complementos deportivos.
En la cima del monte termina la subida ciclista al Naranco, cuya primera edición se disputó en 1941 y es una cita anual desde 1981.

## Naturaleza
Dada su cercanía a la ciudad de Oviedo y otras zonas pobladas, la naturaleza de la sierra ha sufrido muchos cambios. En la ladera sur sufre la presión urbanística de la ciudad, aunque se ha tratado de suavizar con algunos parques, como el de Monte Alto o el Periurbano del Naranco. El árbol más abundante es el eucalipto, con algunas plantaciones para la industria papelera. Existen pequeños bosques autóctonos con especies como el castaño, roble o avellano, especialmente en la zona noroeste. En cuanto a la fauna, abunda el jabalí. Hay una serie de arroyos a lo largo de la sierra que proporcionan agua a numerosas fuentes, tanto en la vertiente norte como en la sur.

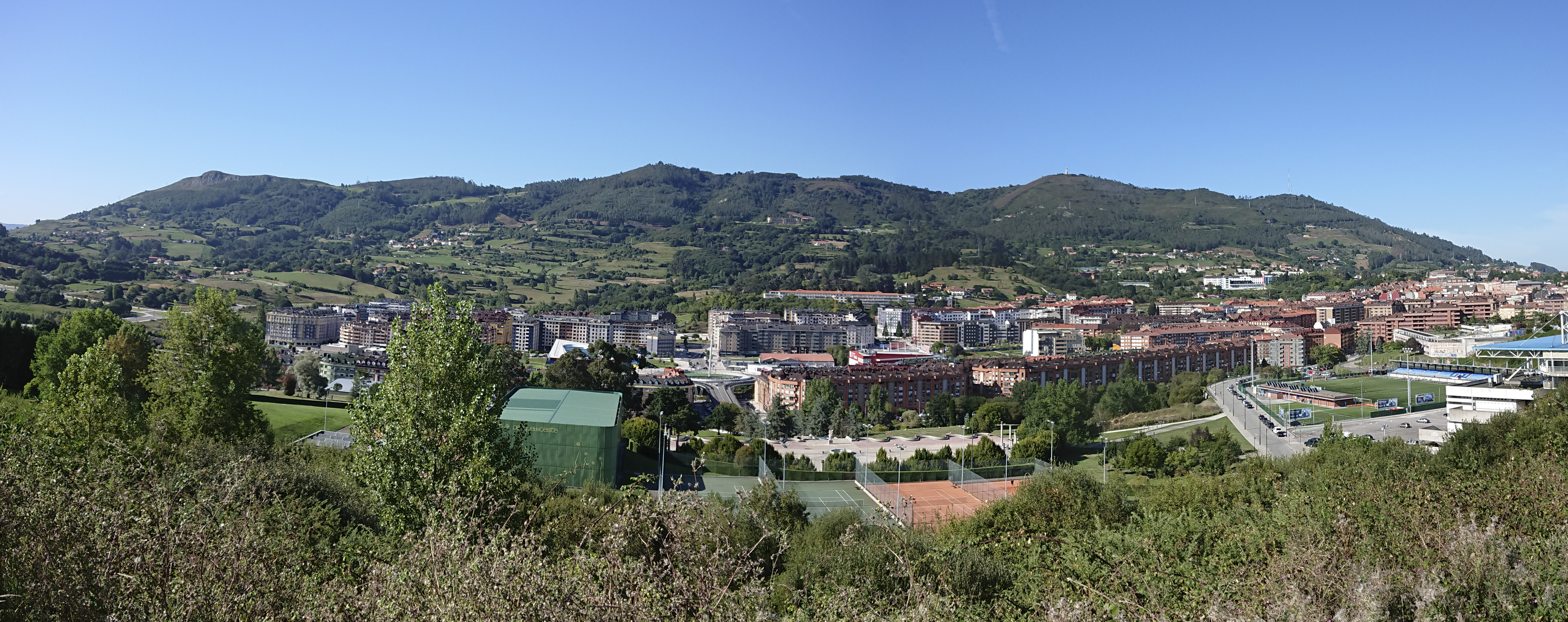
Vista desde el sur de la sierra del Naranco, Oviedo, España

## Etnografía
En la cara norte del Pico el Paisano se conservan todavía los restos de cuatro pozos de nieve.
Como consecuencia lógica de la cercana ciudad, hay además numerosos vestigios etnográficos: lavaderos para la ropa, fuentes, pequeñas minas, caleros e incluso unos restos de un campamento militar de 1916. Existen, y en buen estado de conservación, algunas casamatas construidas en la guerra civil española, así como una serie de trincheras ubicadas en la cima, activas durante el Sitio de Oviedo por las fuerzas republicanas.

## Ciclismo

### Localización
La ascensión comienza en la calle Ramiro I de Oviedo, situada en el barrio de Ciudad Naranco, para continuar por la Avenida de los Monumentos, por la que se sigue hasta desviarse hacia la derecha, en el cruce con la carretera de Ules, ascendiendo hacia los monumentos prerrománicos y a la cima.

### Características
La subida consta de 5,5 km, con un desnivel de 360 m, una altura máxima de 600 m y una pendiente media del 6,9 %. La pendiente máxima, del 10 %, se encuentra en la zona de San Miguel de Lillo, entre los kilómetros 3 y 4 de ascensión. En el primer tramo, desde Ramiro I, donde se inicia, hasta San Miguel de Lillo, kilómetro 3, el desnivel medio es de 3,9%. En el segundo tramo, desde San Miguel de Lillo, hasta el alto, con sinuosas curvas hasta cerca del final, el desnivel medio es del 8,1%.

### Historia
La primera vez que se finalizó una etapa de la Vuelta a España en el alto del Naranco, fue en la edición de 1974, disputada el 6 de mayo, con salida en León y con victoria de José Manuel Fuente. Durante 14 ediciones se ha subido al Alto del Naranco en la Vuelta, siendo una etapa clásica durante los años 90, en la que además de la cima ovetense se ascendía anteriormente a los altos del Padrún y de la Manzaneda, haciendo siempre de ésta una etapa muy disputada, a pesar de tratarse de un puerto de 2.ª categoría. De hecho, en la  edición de 1996, Miguel Induráin perdió aquí buena parte de sus opciones de victoria, retirándose al día siguiente en la etapa de los Lagos, la que a la postre sería su retirada definitiva como ciclista profesional. Durante los años 80 esta etapa se disputó mediante la modalidad de cronoescalada. Los vencedores en este puerto son los siguientes:
| Edición | Vencedor                 | País         |
| ------- | ------------------------ | ------------ |
| 1974    | José Manuel Fuente       | España       |
| 1984    | Julián Gorospe           | España       |
| 1986    | Marino Lejarreta         | España       |
| 1988    | Álvaro Pino              | España       |
| 1990    | Alberto Camargo          | Colombia     |
| 1991    | Laudelino Cubino         | España       |
| 1992    | Francisco Javier Mauleón | España       |
| 1993    | Tony Rominger            | Suiza        |
| 1994    | Bart Voskamp             | Países Bajos |
| 1995    | Laurent Jalabert         | Francia      |
| 1996    | Daniele Nardello         | Italia       |
| 1997    | Chente García Acosta     | España       |
| 2013    | Joaquim Rodríguez        | España       |
| 2016    | David de la Cruz         | España       |